# کیرشدورف (باواریای سفلی)
کیرشدورف (باواریای سفلی) (به آلمانی: Kirchdorf, Lower Bavaria) یک شهر در آلمان است که در بایرن واقع شده‌است.

## خصوصیات
کیرشدورف ۱۶٫۵۱ کیلومترمربع مساحت دارد ۴۱۲ متر بالاتر از سطح دریا واقع شده‌است.